# Gårdsjöflyet
Gårdsjöflyet är en sjö i Hofors kommun i Gästrikland och ingår i Gavleåns huvudavrinningsområde.